# Until We're Dead
Until We're Dead is het debuutalbum van de Amerikaanse punkband Star Fucking Hipsters. Het album was oorspronkelijk getiteld Allergic To People, maar werd uiteindelijk als Until We're Dead uitgegeven op 30 september 2008 door het punklabel Fat Wreck Chords. Er is een videoclip gemaakt voor het nummer "Two Cups of Tea".

## Nummers
1. "Introducción a los Hipsters" - 0:18
2. "Until We're Dead" - 3:57
3. "Immigrants & Hypocrites" - 2:43
4. "Two Cups Of Tea" - 3:34
5. "Empty Lives" - 2:51
6. "Snitch to the Suture" - 2:37
7. "Only Sleep" - 5:12
8. "9/11 Was (An Inside Joke)" - 3:10
9. "The Path is Paved" - 2:21
10. "Zombie Christ" - 3:00
11. "This Wal-Mart Life" - 2:25
12. "Broken" - 4:33
13. "Death or Fight" - 8:08

## Muzikanten
Band
- Nico de Gaillo - zang
- Sturgeon F. Hipster - gitaar, zang
- Frank Piegaro - gitaar
- Yula Beeri - basgitaar
- Ara Babajian - drums

Aanvullende muzikanten
- Franz Nicolay - piano, orgel, accordeon
- Cara Wick - viool
- Darius Koski - piano, accordeon
- Chad Mo - klarinet
- Joey Cape - zang